# Sangzhi
Sangzhi (桑植县,  Sāngzhí Xiàn) ist ein Kreis im Nordwesten der chinesischen Provinz Hunan, der zum Verwaltungsgebiet der bezirksfreien Stadt Zhangjiajie gehört. Die Fläche beträgt 3.464 Quadratkilometer und die Einwohnerzahl 389.400 (Stand: Ende 2018).
Der ehemalige Wohnsitz von He Long (贺龙故居,  He Long guju) steht seit 2006 auf der Liste der Denkmäler der Volksrepublik China (6-1004).

## Administrative Gliederung
Auf Gemeindeebene setzt sich der Kreis Sangzhi aus neun Großgemeinden und neunundzwanzig Gemeinden zusammen, von den Gemeinden sind sieben Gemeinden von nationalen Minderheiten (minzu xiang, hier: der Bai).
- Großgemeinde Liyuan 澧源镇
- Großgemeinde Ruitapu 瑞塔铺镇
- Großgemeinde Guandiping 官地坪镇
- Großgemeinde Liangshuikou 凉水口镇
- Großgemeinde Longtaping 龙潭坪镇
- Großgemeinde Wudaoshui 五道水镇
- Großgemeinde Chenjiahe 陈家河镇
- Großgemeinde Liaojiacun 廖家村镇
- Großgemeinde Lifuta 利福塔镇

- Gemeinde Kongkeshu 空壳树乡
- Gemeinde Mihu 汨湖乡
- Gemeinde Zhuyeping 竹叶坪
- Gemeinde Zoumaping der Bai 走马坪白族乡
- Gemeinde Renchaoxi 人潮溪乡
- Gemeinde Xilian 西莲乡
- Gemeinde Baishi 白石乡
- Gemeinde Liujiaping der Bai 刘家坪白族乡
- Gemeinde Furongjiao der Bai 芙蓉桥白族乡
- Gemeinde Maidiping der Bai 麦地坪白族乡
- Gemeinde Mahekou der Bai 马合口白族乡
- Gemeinde Changtangping 长潭坪乡
- Gemeinde Linxihe der Bai 淋溪河白族乡
- Gemeinde Hongjiaguan der Bai 洪家关白族乡
- Gemeinde Qiaoziwan 桥自湾乡
- Gemeinde Guluoshan 谷罗山乡
- Gemeinde Shataping 沙塔坪乡
- Gemeinde Kuzhuping 苦竹坪乡
- Gemeinde Sifangxi 四方溪乡
- Gemeinde Bamaoxi 芭茅溪乡
- Gemeinde Xishaping 细沙坪乡
- Gemeinde Badagong 八大公山乡
- Gemeinde Jianjiapo 蹇家坡乡
- Gemeinde Yanwukou 岩屋口乡
- Gemeinde Hekou 河口乡
- Gemeinde Shanghexi 上河溪乡
- Gemeinde Lianghekou 两河口乡
- Gemeinde Daguquan 打鼓泉乡
- Gemeinde Shanghejie 上洞街乡